# Nükhetsezâ Hanımefendi (manželka Abdulhamida I.)

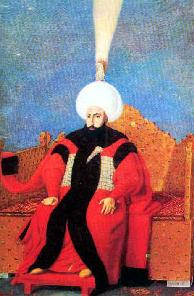
Osmanský sultán Mustafa IV., adoptivní syn Nükhetsezy

Nükhet-Sedâ (Nükhetsezâ) Hanımefendi (1760 – 4. června 1850) byla konkubína osmanského sultána Abdulhamida I. Adoptovala si i jeho syna Mustafu IV.

## Život
Nükhetsezâ Hanımefendi se narodila neznámého data v roce 1760. Později, když se stala sultánovou konkubínou, se starala o prince Mustafu, pozdějšího sultána Osmanské říše. Jeho biologickou matkou byla Ayşe Seniyeperver Sultan. Nükhetsezâ žila o 22 let déle než jeho biologická matka a zastávala během Mustafovy vlády pozici valide sultan. Zemřela ve věku 90 let. 